# كنيكت

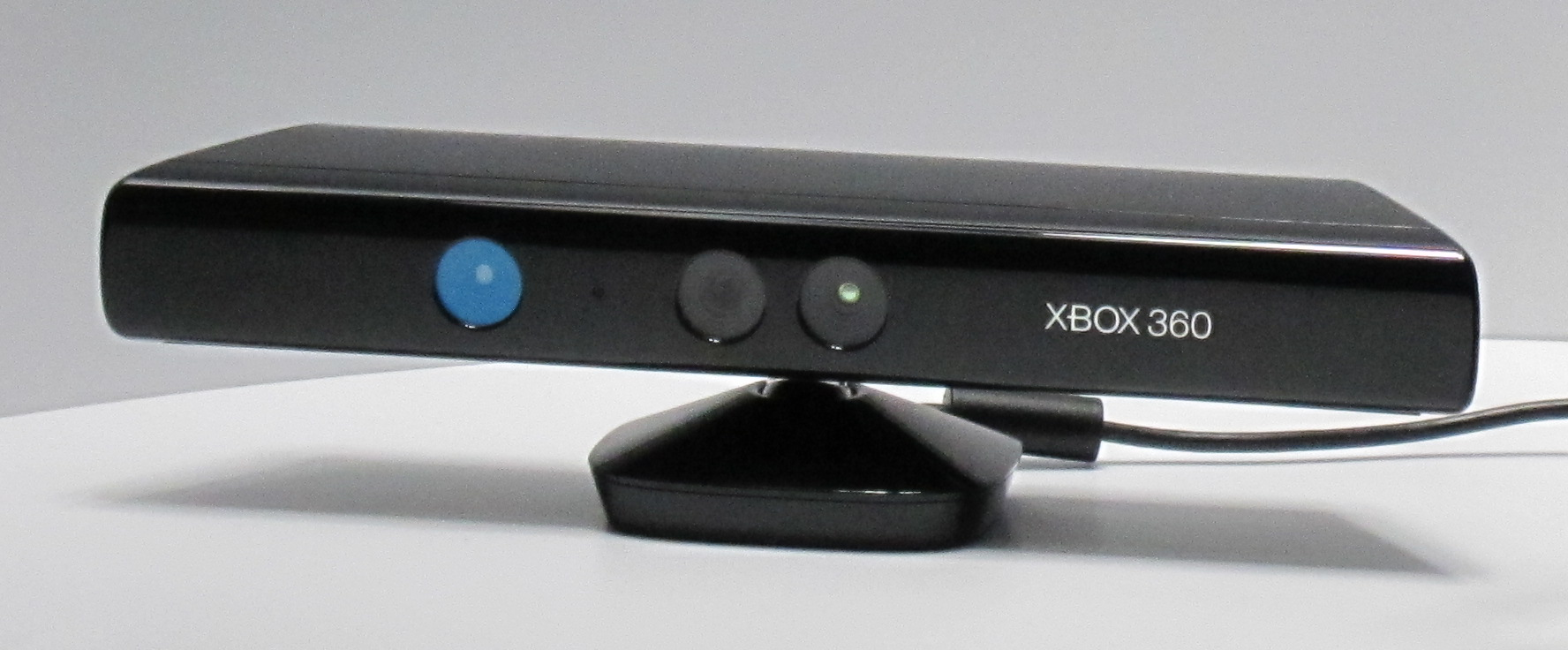
صورة للكينكت الخاص بإكس بوكس 360 في معرض الترفيه الإلكتروني 2010.

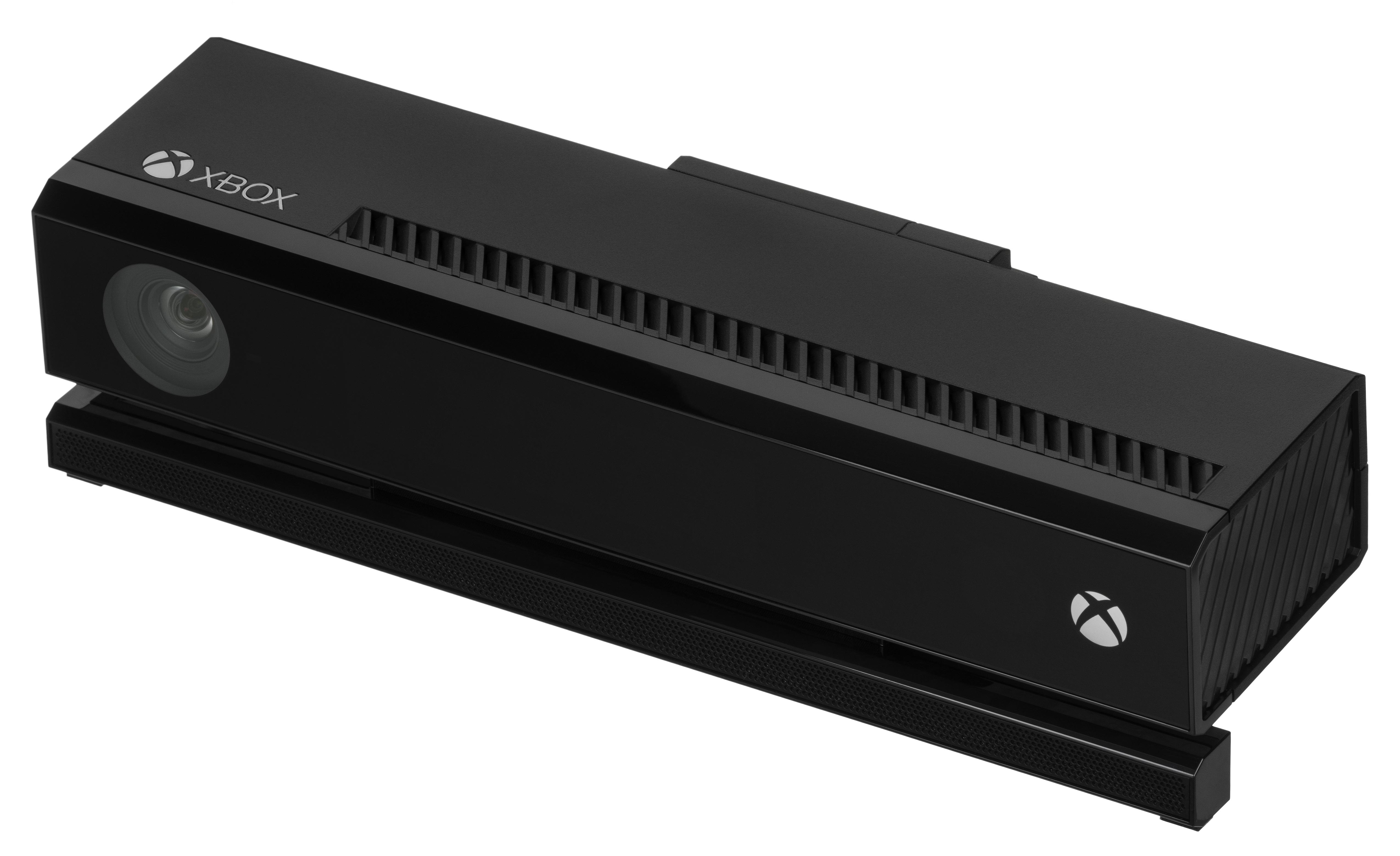
صورة للكينكت الخاص بإكس بوكس ون

كنيكت (بالإنجليزية: Kinect)‏ (كان يعرف ابتداءً باسم مشروع ناتال (بالإنجليزية: Project Natal)‏) هو نظام ألعاب بدون جهاز تحكم (بالإنجليزية: controller-free)‏ أنتجته مايكروسوفت لنظام إكس بوكس 360 وإكس بوكس ون.
مبنياً كإضافة لجهاز الإكس بوكس 360 تشبه كاميرا الويب التي تسمح للمستخدمين بالتحكم والتعامل مع الإكس بوكس 360 بدون الحاجة للمس جهاز تحكم (بالإنجليزية: controller)‏ وذلك عن طريق واجهة مستخدم طبيعية باستخدام قبضات الأيدي، الأوامر الصوتية أو التعرف على الأشياء. يهدف المشروع لتوسيع قاعدة مستخدمي إكس بوكس 360 لأكثر من مستخدمي الألعاب. ينافس هذا المنتج وي ريموت وي موشن بلس لنظام وي وبلاي ستيشن موف لنظم بلاي ستيشن 3.
انطلق كنيكت حول العالم بادئاً في أمريكا الشمالية في 4 نوفمبر 2010، وثم أوروبا في 10 نوفمبر، وثم أستراليا ونيوزيلندا في 18 نوفمبر، وثم اليابان في 20 نوفمبر. ويباع كنيكت مع لعبة كنيكت أدفنتشرز! بسعر 150 دولار أمريكي.

## إمكانياته
كان اسم المشروع «ناتال» هو اسم لمدينة واقعة في البرازيل، وهو عبارة عن تكنولوجيا جديدة بكامرتين إحداهما RGB يتم من خلالها التعرف على تفاصيل وجه اللاعب وأيضاً لعرض الفيديو، والأخرى تعمل على الأشعة تحت الحمراء التي تجعل المشروع يعمل بشكل طبيعي في الغرف المظلمة دون الحاجة إلى مصدر ضوئي إطلاقاً حيث يقوم المرسل للأشعة بملء الغرفة بهذه الإضاءة غير المرئية، فتتعرف عليها الكاميرا وتستطيع رصد ومشاهدة كل شيء. والكاميرا تمكنك من التحكم واللعب على الإكس بوكس 360 من غير حاجة إلى استخدام أي وسيلة تحكم، بل فقط بتحريك اليد والجسم لأنه مزود بجهاز يمكنه رصد ومتابعة تحركات الجسم بل والتعرف على الأصوات وأيضاً بإمكانه تمييز الجنس (جنس اللاعب) هل هو مذكر أم مؤنث وذلك عن طريق تفاصيل الوجه والجسد. كما أن جهاز كنيكت بإمكانه التعلم من حركات اللاعبين التي يقوم بها.
يستعمل الجهاز sensor خاص يقوم بعمل مسح شامل للغرفة ويمكنة في النسخة الحديثة التعرف على عدة لاعبين في نفس الوقت وليس لاعب واحد فقط مثل الإصدار السابق وذلك حسب متجر XshopX.net وكيلهم في الشرق الأوسط
المزعج في الأمر أن الجهاز لن يدعم الألعاب القديمة التي صدرت من قبل وهذا ما أكدته شركة مايكروسوفت، والنسخة الثانية من الجهاز والنهائية قيد التطوير بالفعل وذلك قبل 7-9 أشهر من موعد إطلاق النسخة الأولى، ويعتبر كنيكت في نظر الخبراء والنقاد ثورة في مجال الألعاب الإلكترونية بل وفي التحكم بصفة عامة.

## استخداماته
للجهاز استخدامات أخرى غير ألعاب الفيديو، فكنيكت سيتجه للأعمال المكتبية وغيرها، فبإمكانك حجز مقعدك على الطائرة أو أن تطلب البيتزا أو الرد على المكالمات الهاتفية وهذا كله بعد أن أعلنت شركة مايكروسوفت عن انضمام الشركة الإسرائيلية PrimeSense التقنية الرائدة في عالم استشعار الحركة الثلاثية الأبعاد إلى جهاز كنيكت.

## سوقه
قد حاز كنيكت على رضى الكثير من مطوري الألعاب وعلى رأسهم شركة تي إتش كيو التي أبدت إعجابها بكنيكت منذ أن أعلن عنه في عام 2009 ودليل ذلك تصريحاتها بشأن دعمها لكنيكت فور صدوره في الأسواق حيث أنها تتطلع لتطوير لعبة على هذا الجهاز تتراوح تكلفه تطويرها 40 مليون دولار. ومن جهة أخرى صرحت مايكروسوفت أن 70-80% من مطوري ألعاب الفيديو يطورون ألعاباً للجهاز.
وعلى الرغم من قدرات كنيكت الذي فاقت التصورات إلى أنه يستهلك كمية قليلة من معالج جهاز إكس بوكس 360 تصل إلى 10-15% من المعالج، كما أن كنيكت حاز على إعجاب الأب الروحي لسلسلة متل جير سوليد والذي أبدى إعجابه واندهاشه لما عندما رأى الجهاز في معرض الترفيه الإلكتروني 2009، وقد قام بعض من المشاهير بتجربة الجهاز أيضاً.

## ألعاب كنيكت
- كنيكت أدفنتشرز!
- Kinectimals
- Kinect Joy Ride
- Kinect Sports
- Dance Central
- Your Shape Fitness Evolved

## وصلات خارجية
- الموقع الرسمي لكنيكت
- وكيل xbox kinect في الشرق الأوسط
- قناة إكس بوكس على يوتيوب